# Кунин, Владимир Николаевич
Влади́мир Никола́евич Ку́нин (15 августа 1906, Женева — 16 октября 1976, Москва) — советский учёный-гидрогеолог, доктор наук, член-корреспондент АН СССР (1968), член-корреспондент АН Туркменской ССР (1951).

## Биография
Родился 15 августа 1906 года в Женеве, в семье Сары Карповны Куниной. Дед, лесоторговец Карп Абрамович Кунин, был самарским купцом первой гильдии. В 1930 году окончил географический факультет Ленинградского университета, после чего занимался изучением подземных вод пустыни Каракумы и горной системы Копетдаг. В 1935 году кончил аспирантуру Государственного гидрологического института в Ленинграде.
Защитил кандидатскую диссертацию по теме «Современные эоловые формы Юго-Восточных Каракумов», а затем и докторскую диссертацию на тему «Подземные воды Каракумов».
С 1937 по 1968 годы работал в Институте географии АН СССР; в 1968 году назначен заведующим лабораторией недавно открытого Института водных проблем АН СССР, в 1973—1976 годах являлся директором института. Член КПСС с 1964 года.
Умер 16 октября 1976 года в Москве.

## Научная деятельность
Изучал особенности и закономерности формирования подземных вод аридных районов земного шара. Исследовал природные воды в засушливых областях (в том числе линзы пресных подземных вод пустынь), предложил методы их комплексного использования и восполнения.
Один из организаторов Института пустынь АН Туркменской ССР.
В 1960-х годах В. Н. Кунин был официальным представителем СССР в «Научной программе ЮНЕСКО по изучению аридной зоны», членом Бюро Научного Комитета по проблемам окружающей среды Международного совета научных союзов.
Был главным редактором журнала «Водные ресурсы», редактором многих изданий, касающихся различных аспектов изучения и использования водных ресурсов, часто выступал в печати по актуальным проблемам современности, был членом бюро Отделения океанологии, физики атмосферы и географии АН СССР.

## Семья
- Дядя — Самуил Карпович Кунин (1889—1959), врач, учёный-медик, заведующий кафедрой общей гигиены Ленинградского педиатрического института[4].
- Двоюродный брат — Константин Ильич Кунин, писатель, экономист. Двоюродная сестра Елена Ильинична Кунина была замужем за писателем Львом Кассилем.

## Награды
Заслуженный деятель науки Туркменской ССР.
Награждён орденом Трудового Красного Знамени и медалями.

## Сочинения
- Кунин В. Н. Каракумские записки. — М.: Географгиз, 1950. — 168 с. — 30 000 экз.
- Кунин В. Н. Каракумские записки. — 2-е изд., испр. и доп. — М.: Географгиз, 1952. — 264, [12] с. — 50 000 экз.
- Гальцов А. П., Кунин В. Н., Мурзаев Э. М. и др. Очерки природы Кара-Кумов / Отв. ред. В. Н. Кунин. — М.: Изд-во АН СССР, 1955. — 408 с.
- Кунин В. Н. Местные воды пустыни и вопросы их использования / АН СССР. Ин-т географии. АН Туркм. ССР. — М.: Изд-во АН СССР, 1959. — 284 с.
- Кунин В. Н., Лещинский Г. Т. Временный поверхностный сток и искусственное формирование грунтовых вод в пустыне / АН СССР. Ин-т географии. Упр. геологии и охраны недр при Совете Министров Туркм. ССР. — М.: Изд-во АН СССР, 1960. — 160 с.
- Кунин В. Н. и др. Линзы пресных вод пустыни: Методы исследования, оценки ресурсов и эксплуатации / Авт. разделов: В. Н. Кунин, Н. Г. Шевченко, В. Д. Бабушкин и др. — М.: Изд-во АН СССР, 1963. — 380 с.
- Кунин В. Н. Воды пустыни и окружающая среда / Послесл. Э. М. Мурзаева; Отв. ред. Н. В. Роговская. — М.: Наука, 1980. — 288 с. — 1100 экз.